# آرتور میرانیان
آرتور آشوتی میرانیان (ارمنی: Արթուր Աշոտի Միրանյան؛ زادهٔ ۲۷ دسامبر ۱۹۹۵ در ایروان) بازیکن فوتبال در پست مهاجم اهل اوکراین-ارمنستان است.

## باشگاهی
از باشگاه‌هایی که در آن بازی کرده‌است می‌توان به باشگاه فوتبال شاختار دونتسک، باشگاه فوتبال واردار، باشگاه فوتبال پیونیک و باشگاه فوتبال اورارتو اشاره کرد.

## تیم ملی
وی همچنین در تیم‌های ملی فوتبال Ukraine national under-17 football team, Ukraine national under-19 football team، زیر ۲۱ سال ارمنستان، و ارمنستان بازی کرده‌است.